# Real Club Náutico de Castro-Urdiales
El Real Club Náutico de Castro-Urdiales es un club náutico ubicado en Castro-Urdiales, Cantabria (España).

## Historia
Fue fundado en 1955 y en 1958 inauguró su sede social, obra del arquitecto Gabriel de la Torriente Rivas.

## Regatas
Organiza anualmente la Copa Castro conjuntamente con el Real Club Marítimo del Abra y Real Sporting Club.

## Instalaciones
El club gestiona el puerto deportivo de Castro-Urdiales, que cuenta con 150 boyas de amarre para socios del club y 40 boyas de amarre para tránsitos para una eslora máxima permitida de 20 metros, siendo su calado en bocana entre 2 y 8 m.